# Episodi di Dalle 9 alle 5, orario continuato (terza stagione)
La terza stagione della serie televisiva Dalle 9 alle 5, orario continuato è stata trasmessa in anteprima negli Stati Uniti d'America dalla ABC a partire dal 29 settembre 1983.
| nº | Titolo originale                | Titolo italiano | Prima TV USA      | Prima TV Italia |
| -- | ------------------------------- | --------------- | ----------------- | --------------- |
| 1  | 'Till Tomorrow Do Us Part       |                 | 29 settembre 1983 |                 |
| 2  | The Frog Inside Prince Charming |                 | 6 ottobre 1983    |                 |
| 3  | Mid-Wife Crisis                 |                 | 13 ottobre 1983   |                 |
| 4  | Eleven-Year Itch                |                 | 20 ottobre 1983   |                 |
| 5  | Family Business                 |                 | 27 ottobre 1983   |                 |
| 6  | Dag Day Afternoon               |                 | 1983              |                 |
| 7  | Pillow Talk                     |                 | 1983              |                 |